# Berta Maria Svensson

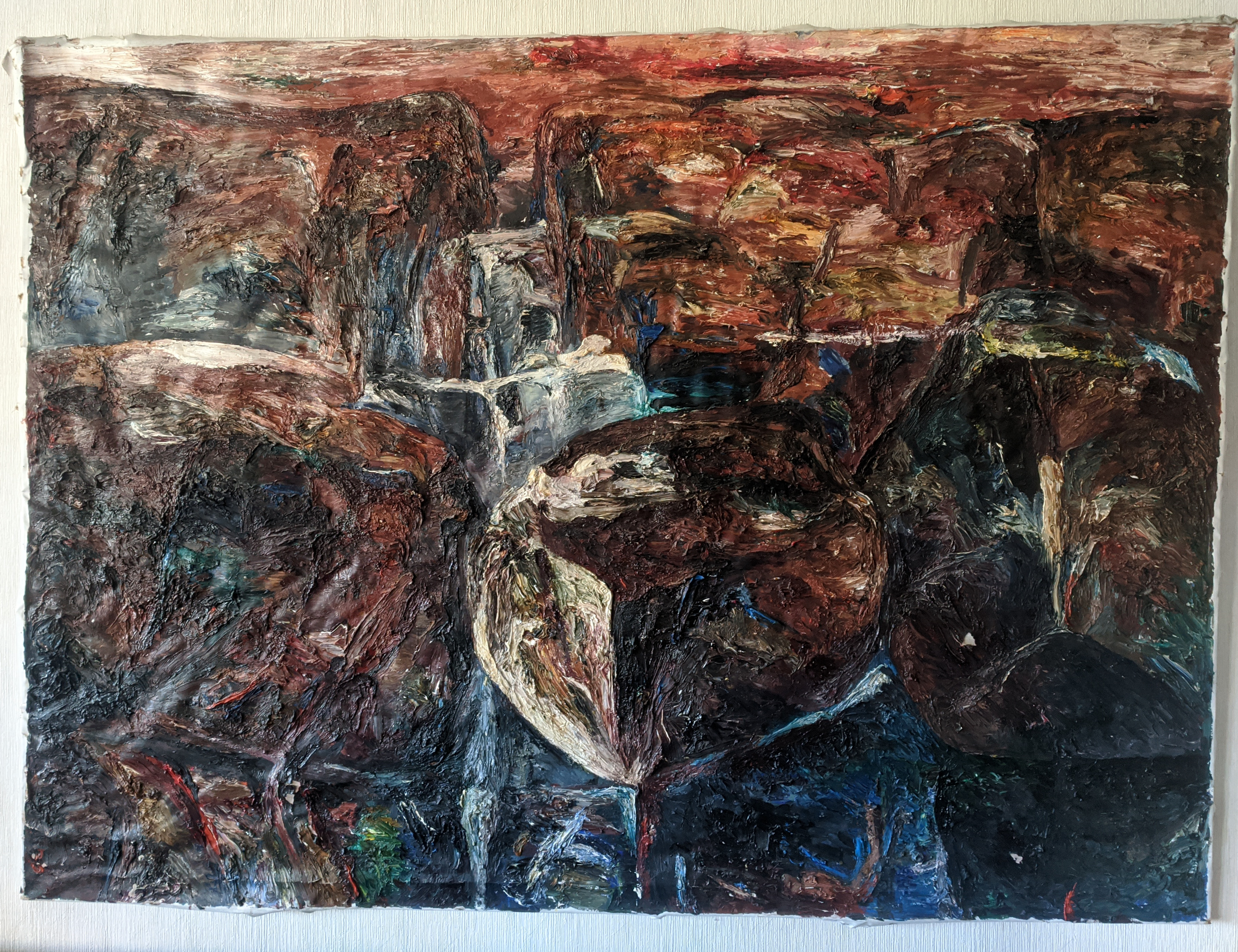
Verk av Berta Maria Svensson, "Stenar, hav, himmel" 1966

Berta Maria Svensson, född 21 december 1909 i Nederkalix församling, Norrbottens län, död 11 april 1966 i Stockholm, var en svensk målare.
Hon var dotter till direktören Karl Olsson och Lea Sandberg, men hon växte upp hos sina fosterföräldrar Eggert Hökerberg och Jenny Sandberg. Hon var gift med körsnären Karl Gustaf Svensson 1936–1960. Hon arbetade först som banktjänsteman innan hon bytte inriktning och studerade konst vid Berggrens och Skölds målarskolor i Stockholm 1945 respektive 1946–1947. Hon fortsatte därefter sina studier för Lennart Rodhe och Pierre Olofsson vid Académie Libre och genom självstudier under resor till Frankrike och Spanien. Separat ställde hon bland annat ut på Galerie Æsthetica 1960 och De ungas salong 1965 i Stockholm samt i Uppsala och Visby. Tillsammans med Ingegerd Gothe ställde hon ut i Västerås och tillsammans med Igge Karlsson i Eksjö. Hon medverkade i Liljevalchs Stockholmssalonger, Föreningen Svenska Konstnärinnors jubileumsutställning på Konstakademien 1960 och samlingsutställningar med gotländsk konst i Visby under 1960-talet. Hon tilldelades statens lilla arbetsstipendium 1965–1966. Hennes konst består av stilleben, interiörer och landskapsskildringar i en lätt naivistisk stil. Svensson är representerad vid Uppsala universitet och Jämtlands läns museum i Östersund.